# Magda Puskas
Magda Puskas  născută ca Magdalena Puskas (n. 14 ianuarie 1961, Reghin, regiunea Mureș) este o muziciană, interpretă și compozitor român.

## Biografie

### Familia
Este al doilea copil al Ecaterinei și a lui Eugen Puskas, ambii muncitori. Sora ei s-a numit Viorica.
A fost căsătorită cu Finna Istvan și împreună au un fiu Finna Tibor Istvan.

### Educație
Este absolventă a Universității Spiru Haret București - Facultatea de Psihologie.

### Cariera artistică muzicală
Și-a început activitatea muzicală la 6 ani ajungând ca la 7-8 ani să participe la turnee de muzică ușoară în județul Mureș. 
În timpul liceului, a făcut parte din grupul Arthemis – grupul de folk al liceului, cu care a obținut Premiul Național la Festivalul național „Cântarea României” ediția 1979.
Odată cu terminarea liceului, grupul Arthemis s-a destrămat, dar din el s-a născut, în 1981, un nou grup - Ecoul, format din Magda Puskas și fosta sa colegă, Sorina Feier-Bloj. În luna noiembrie a anului 1981 grupul a participat la Festivalul „Baladele Dunării”, în formula Ecoul. În juriu s-au aflat membri ai Cenaclului Flacăra, președintele juriului a fost chiar Adrian Păunescu. Luând premiul cel mare, cele două tinere artiste au fost invitate să devină membre active ale Cenaclului. Această colaborare s-a fructificat cu câteva piese de un real succes, cântate în turneele susținute alături de Cenaclul Flacăra: „La o cană cu vin”, „Din copilărie” sau „Taina”.
După încheierea colaborării cu Sorina Bloj, Magda Puskas și-a adus aportul muzical în Cenaclul Flacăra alături de Tatiana Stepa, un grup duo, sub numele de Partaj, cântând împreună „Desculț prin zăpadă”, „Creion”, „Partaj”, precum și vechile hituri ale Ecoului.
După 1989, Magda Puskas și-a continuat activitatea în Cenaclul „Totuși iubirea”. Artista se numără printre cei care au contribuit la resuscitarea folk-ului românesc, după anul 2000.
A urmat o colaborare îndelungată, până în 2010, cu Valentin Moldovan, alături de care a susținut numeroase concerte în toată țara. Apoi, spectacolele Magdei Puskas au fost marcate de o schimbare, folkista colaborând cu Ioan Onișor mai bine de un an.
În 2011, Magda Puskas a aniversat 30 de ani de la debutul în Cenaclul Flacăra, moment celebrat prin aducerea unui suflu nou pieselor sale, printr-o colaborare de succes cu muzicieni de excepție: Tcha Limberger, Florin Ștefan, Aladár Pusztai, Cătălin Pop și Oana Pop. Turneul național ce a marcat cei 30 de ani de folk ai Magdei a marcat un număr impresionant de orașe și spectatori pe masură.

## Premii și distincții
De-a lungul întregii cariere, Magda Puskas primește premii printre care:
- Premiul Național la  Festivalul național „Cântarea României” 1979
- Festivalul  „Baladele Dunării” noiembrie 1981
- Marele premiul de debut în Cenaclul Flacăra, în 1982

## Creații muzicale importante

### Cu Grupul Ecoul
- „La o cană cu vin”  -  (cu Sorina Bloj) 1978 [3]
- „Din copilărie” -  (cu Sorina Bloj) 1981 [3]
- „Elegia atlantă”  - (cu Sorina Bloj) 1981 [3]
- „Taina”  - (cu Sorina Bloj) 1981 [3]
- „Lumină”  - (cu Sorina Bloj)  1979 [3]
- „Desculț prin zăpadă” - (cu Tatiana Stepa) 1983 [3]
- „Creion” - (cu Tatiana Stepa) 1983 [3]
- „Partaj” - (cu Tatiana Stepa) 1983[3]

### Cenaclul "Totuși iubirea"
- „Mi-e bine, mi-e jale”  - (cu Tatiana Stepa) 1983

## Discografie

### Albume de studio
- Izvor de lumină (Colinde)  -  editat în 1994 Partaj și Orizont 77   cu Valentin Moldovan (chitară - voce) Sorina Bloj (voce), Ghiță Danciu (voce), Magda Puskas (voce), Călin Ionce (clape) [4], reeditat în 1999 cu Valentin Moldovan  (chitară - voce), Tatiana Stepa (voce), Ghită Danciu (voce), Magda Puskas (voce) [4]
- Lumina pascală  - editat in 2006  cu Nora Deneș (vioară, backing-vocal), Valentin Moldovan (chitară-voce), Magda Puskas (voce) [4]

### Albume disponibile doar online
- „Fiii lacrimilor tale (Balade sainte)” , Magda Puskas[4] 1998
- „Noi între noi”, Magda Puskas[4] 1999
- „Folk”, Magda Puskas [4] 2012
- „Corinde”, Magda Puskas[4] 2014

### Participări la alte albume
- Iarna mea cu ochii mari (2014) de Emeric Imre, voce
- Cenaclul Flacăra Vol 4 cu melodia Elegie atlantă [5] Intercont Music
- Totuși Iubirea [6] Intercont Music
- Folk 5x4 Vol. 1 [7]

## Galerie de imagini
|  |
|  |

|  |
|  |

|  |
|  |

| Magda Puskas în concert |
|                         |

| Magda Puskas în concert |
|                         |